# Valérie Piette
 (janvier 2025).
 (janvier 2025).
Valérie Piette, née en 1969 à Bruxelles, est une historienne et professeure d'histoire contemporaine de l'Université libre de Bruxelles, spécialiste de l'histoire des femmes. Elle est titulaire de différents enseignements en histoire de l'époque contemporaine et en histoire du genre. Doyenne de la Faculté de Philosophie et Sciences sociales de 2019 à 2023, elle occupe ensuite le poste de vice-rectrice en charge de l’enseignement et de la qualité.
Ses travaux de recherche se concentrent sur l'histoire des femmes, du féminisme, du genre, du corps et des sexualités, dont l'histoire du lesbianisme. Elle a également dirigé de nombreux projets de recherche sur ces thématiques et assuré le commissariat de plusieurs grandes expositions.

## Domaines de recherches
Elle s’est battue pour que l’histoire du colonialisme soit enseignée. Elle a également été l’une des initiatrices du master interuniversitaire de spécialisation en études de genre lancé en septembre 2017.
Pour Valérie Piette, « Le genre questionne le monde, il problématise, il permet de mieux comprendre nos sociétés, les stéréotypes, les places de chacun et de chacune, il bouscule les normes, il nous interroge, il nous aide donc à penser et c'est sans doute pour cela qu'il dérange tant.» 
Valérie Piette souligne également la tentative de certains milieux conservateurs de théoriser le genre pour le discréditer, un processus visant à nier sa valeur en tant qu'outil scientifique et de progrès. Elle rapproche cette stratégie de celle utilisée contre la théorie de l'évolution, où l'idéologisation sert à semer le doute sur des savoirs établis[réf. nécessaire].

## Biographie
Valérie Piette est titulaire d'un doctorat en philosophie et lettres de l'Université libre de Bruxelles obtenu en 1998. Sa thèse, intitulée Servantes et domestiques : des vies sous condition. Essai sur le service domestique 1789-1914, porte sur l'histoire de la domesticité en Belgique au XIXe siècle. Ce travail lui vaut le Prix de l'Académie royale de Belgique.
En 2001 elle est chargée de recherches au Fonds national de la recherche scientifique et participe à divers groupes de recherche sur l'histoire sociale et l'histoire des femmes[réf. nécessaire]. En 2006, elle est à l'initiative de la plateforme Normes, genre et sexualité. En 2010, elle est co-commissaire de l'exposition Pas ce soir chéri(e)? Histoire de la sexualité aux XIXe et XXe siècles et publie un livre du même nom. En 2016, elle publie Jouissez sans entraves? Sexualité, citoyenneté et liberté.
Elle est membre de l'Action de Recherche Concertée (ARC) « Sex & Pil », un projet interdisciplinaire qui explore les transformations des normes de genre et de sexualité en Belgique, dans le contexte de la révolution sexuelle et de la (dé)pilarisation entre 1960 et 2000.
En 2021, elle publie la première édition de Witches. Sorcières ! Tremblez, elles sont de retour..., un ouvrage collectif explorant la figure de la sorcière et son impact sur nos imaginaires. Ce livre interroge la résurgence contemporaine de cette figure historique, déjà revendiquée par le féminisme des années 1960 avec des slogans tels que « Nous sommes les petites filles des sorcières que vous n'avez pas pu brûler ».
Avec Nathalie Levy, elle dirige un collège scientifique universitaire multidisciplinaire qui contribue à l'exposition Witches conçue et montée par ULB Culture en collaboration avec la ville de Bruxelles. L'exposition rassemble plus de 400 œuvres et objets provenant de musées, galeries et collections privées. À travers l'art, les archives, le cinéma, la danse, la chanson, la bande dessinée, la performance et une touche de magie, Witches établit un dialogue entre les sorcières d'hier et d'aujourd'hui. Il cartographie leur imaginaire, analyse leurs représentations au fil des siècles, et explore leur résonance dans le monde contemporain.
Elle propose une chronique dans week-end première sur la RTBF Auvio, Histoire avec Valérie Piette.

## Publications
- 2010 Pas ce soir chéri(e)? Histoire de la sexualité aux XIXe et XXe siècles[10]
- 2016 Jouissez sans entraves ? Sexualité, citoyenneté et liberté. Par Fabienne Bloc et Valérie Piette, éd du Cal 96 p[10].
- 2018 Mai 68 raconté par les objets avec Amandine Lauro, Valérie Piette, Caroline Sägesser et Cécile Vanderpelen-Diagre[10]
- 2019 Striges en tous genres Études de genre avec David Paternotte (éditions de l'Université de Bruxelles)[10]
- 2021 Witches : histoire de sorcières [10]